# 三浦義秋
三浦 義秋（みうら よしあき、1890年（明治23年）9月8日 - 1953年（昭和28年）12月23日）は、日本の外交官。駐メキシコ公使。

## 経歴
滋賀県出身。1916年（大正5年）、東京帝国大学法科大学政治科を卒業し、1919年（大正8年）、高等試験外交科に合格した。外務事務官、対支文化事務局事務官、アメリカ合衆国大使館三等書記官、中華民国公使館三等書記官、関東庁事務官・長官官房外事課長、上海領事、中華民国公使館二等書記官、廈門領事・台湾総督府事務官、中華民国公使館一等書記官、漢口総領事、ロンドン総領事、上海総領事、中華民国大使館参事官を歴任。1940年（昭和15年）、駐メキシコ公使に任命され、1943年（昭和18年）に退官した。

## 栄典
- 1940年（昭和15年）8月15日 - 紀元二千六百年祝典記念章[4]